# Maja Marcen
Maja Marcen (14 de abril de 1982) es una deportista eslovena que practica el tiro con arco desde 1992, inicialmente compitió por su país y desde 2011 hace parte del equipo colombiano de tiro con arco.

## Logros
1994
7th, World Junior Championships 1994, Individual, Italia
2001
18th, Golden Arrow 072, individual, Antalya
2003
42nd World Outdoor Target Championship 176, individual ,Nueva York
2004
20th, European Grand Prix 197, Individual, Rovereto
23rd, European Outdoor Archery Championship 189, Individual, Bruselas
9th, European Grand Prix 199, Individual, Wyhl
5th,  European Grand Prix 187, Individual, Antalya
2005
24th, European Grand Prix 218, Individual, Antalya
18ty, European Grand Prix 219, Individual, Antalya
42nd, 43th World Outdoor Target Archery Championships 221, Individual, Madrid
2006
14th, Meteksan World Cup Stage 1- EMAU Grand Prix 245, Individual, Porec
9th, Meteksan World Cup Stage 2- EMAU Grand Prix 238, Individual, Antalya
4th, World University Championships 256, Individual, Eslovaquia
11th, European Grand Prix 242, Individual, Sassari
20th, European Outdoor Target Championships 243, Individual, Atenas
2007
 Slovenian Indoor Nationals, Individual, Eslovenia
32nd, World Cup, individual, Varese
 World Outdoor Championships, Individual, Leipzig
12th, World Cup, individual, Dover
2008
5th, Archery World Cup Stage 4 296, Individual, Boé, Francia
2011
7th, Archery World Cup 2011 Stage 3, Individual, Utah
2013
4th,  Archery World Cup 2014 Stage 4, Team Women, Breslavia
33rd, Archery World Cup 2013 Stage 4, Individual, Breslavia
33rd, Archery World Cup 2013 Stage 3, Individual, Breslavia
 Archery World Cup 2013 Stage 3, Team Women, Medellín
 Archery World Cup 2013 Stage 2, Team Women, Medellín
33rd, Archery World Cup 2013 Stage 2, Individual, Breslavia
2014
 Pan American Championships 2014, Team Women, Rosario
 Archery World Cup 2014 Stage 4, individual, Breslavia
9th, Pan American Championships 2014, Individual, Rosario
9th, Archery World Cup 2014 Stage 4, Individual, Breslavia
33rd, Archery World Cup 2014 Stage 3, Individual Antalya
5th, Archery World Cup 2014 Stage 3, Team Women, Antalya
9th, Archery World Cup 2014 Stage 1, Individual, Shanghái
7th, Archery World Cup 2014 Stage 1, Team Women, Shanghái
9th, Arizona Cup 2014, Individual, Arizona